# Pozohondo
Pozohondo é um município da Espanha na província de Albacete, comunidade autónoma de Castilla-La Mancha, de área  km² com população de 1833 habitantes (2004) e densidade populacional de 13,51 hab/km².

## Demografia
| Variação demográfica do município entre 1991 e 2004 | Variação demográfica do município entre 1991 e 2004 | Variação demográfica do município entre 1991 e 2004 | Variação demográfica do município entre 1991 e 2004 |
| --------------------------------------------------- | --------------------------------------------------- | --------------------------------------------------- | --------------------------------------------------- |
| 1991                                                | 1996                                                | 2001                                                | 2004                                                |
| 2066                                                | 1911                                                | 1838                                                | 1837                                                |